# Джонстон, Освальдо
Хосе Освальдо Джонстон Санчес (исп. José Oswaldo Johnston Sánchez; 27 марта 1930, Гватемала — 16 августа 2021) — гватемальский борец вольного и греко-римского стилей и тренер. Участник летних Олимпийских игр 1952 года, чемпион Центральноамериканских и Карибских игр 1950 года.

## Биография
Освальдо Джонстон родился 27 марта 1930 года в гватемальском городе Гватемала.
Начал заниматься спортом в юности, чтобы побороть детскую болезненность. Занимался многими видами спорта, в том числе лёгкой атлетикой, тяжёлой атлетикой, боксом, фехтованием, борьбой.
В 1948—1953 годах шесть раз становился чемпионом Гватемалы по вольной борьбе.
В 1950 году завоевал золотую медаль Центральноамериканских и Карибских игр в Гватемале в вольной борьбе в весовой категории до 57 кг.
В 1952 году вошёл в состав сборной Гватемалы на летних Олимпийских играх в Хельсинки. В вольной борьбе в весе до 57 кг в первом раунде на 2-й минуте проиграл Сааду Хафезу из Египта, во втором на 4-й минуте проиграл Лайошу Бенце из Венгрии и выбыл из турнира. В греко-римской борьбе в весе до 57 кг в первом раунде уступил на 8-й минуте Норберту Колеру из Саара, во втором уступил на 3-й минуте Хуберту Перссону из Швеции и покинул розыгрыш.
В 1951 году начал заниматься тренерской работой и продолжил её после окончания выступлений.
В 1972 году был тренером сборной Гватемалы по борьбе на летних Олимпийских играх в Мюнхене.
В 1976—1979 годах возглавлял сборную Сальвадора по борьбе.
Был руководителем делегации сборной Гватемалы по борьбе на летних Олимпийских играх 1980, 1984, 1992 и 1996 годов.
Работал на ведущих административных постах в любительской борьбе в Гватемале и Южной Америке. Пропагандировал в Гватемале профессиональную борьбу.
Умер 16 августа 2021 года.